# Encausse-les-Thermes
Encausse-les-Thermes è un comune francese di 662 abitanti situato nel dipartimento dell'Alta Garonna nella regione dell'Occitania.

## Società

### Evoluzione demografica
Abitanti censiti